# Motín del Norte Grande
El motín de Copiapó y Vallenar, conocido también como la Pascua Trágica de Copiapó y Vallenar fue un fallido golpe de Estado ocurrido el 25 de diciembre de 1931 en contra del Presidente de Chile Juan Esteban Montero.

## Antecedentes
Desde el gobierno de Carlos Ibáñez del Campo, que la Gran Depresión afectaba brutalmente a Chile, sin embargo los problemas económicos estaban desde la Primera Guerra Mundial, cuando la principal exportación chilena, el Salitre fue sustituida por el Salitre Artificial, la zona más afectada fue la zona de Atacama y en particular las ciudades de Copiapó y Vallenar especialmente durante la crisis.
El 4 de diciembre de 1931 llega a la presidencia de Chile Juan Esteban Montero, radical apoyado por los partidos de derecha, sin embargo a penas al asumir oficialmente empiezan las críticas, ya que Montero había tomado posesión interinamente desde julio y poco se había avanzado.
Es en ese momento cuando un grupo comunista, decide derrocar a Montero, tomando cuarteles de Vallenar y Copiapó, sin embargo las autoridades del gobierno no prestaron atención al asunto, ya que la Sublevación de la Escuadra había sido sofocada con éxito y el presidente había sido elegido con un 64 % de los votos, además que la información era muy precisa para ser cierta.
El 22 de diciembre de 1931 se había establecido una reunión política para formar la Federación de las Izquierdas conformada por los partidos Radical Socialista, Demócrata, Liberal Democrático, Socialista y varias otras entidades. Esta organización tenía una orientación ibañista-alessandrista con el solo objetivo de hacer dura oposición al gobierno recientemente electo de Juan Esteban Montero. En un Acta Programa fue firmada por destacados políticos como el doctor Manterola, señor Enrique Barboza, José Dolores Vásquez, Oscar Cuadra, Ramón Briones Luco y entre otros.
Tres días más tarde, elementos alessandrista-ibañistas pertenecientes a la Federación de las Izquierdas, y que incorporaron a muchos cesantes existentes de Copiapó, llevaron a cabo un asalto al cuartel del batallón Esmeralda.
En Copiapó estaba naciendo la Federación Obrera y dos células del partido comunista, un débil partido demócrata y una muy debilitada Federación de Izquierdas.
El Intendente de Atacama, Víctor Manuel Igualt, había comunicado días antes al Ministro del Interior que existían rumores de un levantamiento comunista preparado para los primeros días de diciembre. Las autoridades estaban en concomimiento del complot desde comienzos de diciembre..
Tanto la ciudad de Copiapó como Vallenar presentaban características particulares por esos años debido al retorno de muchos trabajadores de las salitreras a estas ciudades y además un alto número de cesantes que le siguieron. Junto a lo anterior se dio un deterioro económico local que generó las condiciones para que el partido comunista local contara con mayor peso que en otras regiones del país. Una fuerte sensación de miedo se había apoderado de la sociedad en Atacama y en particular en las clases dominantes debido al aumento de la pobreza y los movimientos sociales. Las condiciones dadas por la Depresión permitió que las ideas del partido comunista Internacional se difundieran como una verdadera fe entre las personas más pobres.
La Depresión de los años 30 se profundizó en Chile en los últimos cuatro meses del año 31 debido a una fuerte caída en las exportaciones de salitre y de cobre no mostrando señales de poder mejorar. Las quiebras de empresas se agudizaron entre los meses de agosto y diciembre llegando 172 empresas ese año, siendo la industria textil el área más afectada. Por otra parte, cayeron los precios de la agricultura en un 43 % en el lapso de un año. Chile entró en una fase inflacionaria: el Banco Central aumentó el dinero en circulación, cayeron los préstamos a la banca privada, aumentó el dinero circulante y la tendencia inflacionaria no pudo detenerse. En Atacama el cese de los préstamos de la Caja de Crédito Minero en octubre de 1931 agudizaría la situación de la minería local con el cierre total de las explotaciones mineras de Inca de Oro, Elisa de Bordos y El Salado, además del despido masivo de trabajadores en Potrerillos.
El aumento del desempleo creció y la Bolsa de Trabajo para absorber la cesantía solo logró llegar al 26 % de la demanda que no pudo ser corregida debido al deterioro de la ayuda fiscal. Se abrieron albergues para recibir las oleadas de migración de personas que buscaban trabajo y se crearon ollas de pobres para alimentar a una población que sufría por el hambre. Estas obras sociales fueron tanto estatales como privadas. Solo en Santiago los cesantes se contabilizaban en 128 000 personas y las raciones en albergues solo llegaban a 8.405. El discurso del gobierno en materia social no estaba del todo convencido de que la cesantía era un tema que debía solucionar el Estado.
La llegada masiva de cesantes en la región de Atacama alcanzó cifras dramáticas. Ya en los años del inicio de la Primera Guerra Mundial entre 1914 y 1915 ciudades como Chañaral, Copiapó y Vallenar recibieron el retorno de masas de cesantes de las pampas salitreras, lo que se agudizó al término de la guerra en 1919 y 1920 con la contracción del mercado mundial del salitre. En 1931 se produce una tercera oleada migratoria pero encuentra una economía local completamente devastada debido al cierre de faenas mineras en la región. Lo anterior generó un colapso económico y social. Tanto autoridades de Atacama como comerciantes y hacendados se organizan para realizar actividades de beneficio y poder alimentar a miles de cesantes entre ellas iniciativas como la Olla del Pobre y la creación del Comité Proayuda al Hogar organizadas sin contar con ayuda estatal.
Tras la sublevación de la armada en Coquimbo ocurrida a inicios del mes de septiembre de ese año, existía el temor entre las autoridades que los marineros buscaran apoyo en la población cesante de Atacama.
En Vallenar la crisis llega al municipio con cesación de pago de sueldos a sus empleados en el mes de octubre, generando una crisis en la Olla del Cesante y en las ayudas a los niños a través de la Gota de Leche.
El Partido comunista en Chile tras la represión sufrida durante la dictadura de Ibáñez centré esfuerzos en acrecentar su influencia política. En lo que se consideraba el Tercer Periodo se incrementa el discurso de la lucha de clases, el desarrollo de luchas independientes y hegemonizar los movimientos obreros. Las acciones estaban dirigidas contra el capitalismo, la democracia liberal y el gobierno civil de postdictadura. En un discurso rupturista se intensificó el llamado a la lucha, la agitación popular y a convertirse en agentes de desorden. El partido comunista tuvo un intenso desarrollo en la ciudad de Vallenar y en mucho menor grado en la ciudad de Copiapó, contaba con un medio de prensa “La Antorcha” y además una seccional de FOCH. Dada la situación económica y social, el partido comunista en Vallenar logra una fuerte adhesión y capacidad de movilizar a los cesantes de la ciudad. A partir de agosto de 1931 se organizan semanalmente programas de adoctrinamiento, conferencias públicas, manifestaciones todos los sábados en las calle de la ciudad, plaza y en locales. Además, la confección de volantes con propaganda política. Dichas proclamas estaban dirigidas contra el gobierno e incitación a revueltas, cánticos en las calles y llamando a la revolución social. Se organizó un Consejo de Obreros Cesantes de la FOCH que contaba con el 10 % de los cesantes de la ciudad, en agosto la cifra crecería a 1500 cesantes que integrarían esta organización. Mientras en Copiapó se hacía un llamado a conformar un Frente Único Obrero. Por esos años el partido comunista no tenía una posición única frente a la situación de la minería del salitre, existiendo diferencias entre Santiago, Vallenar, Copiapó o Iquique, pero con un discurso común que apuntaba a su nacionalización.
Uno de los aspectos que detonaron el conflicto en Vallenar es la concentración de actividades políticas del partido comunista en la Olla del Pobre, haciendo circular rumores que esta funcionaba gracias a su gestión, sirviendo de espacio a las ideas revolucionarias y haciendo un llamado a los cesantes a inscribirse en su partido. Esto molestó a las autoridades locales y en particular a los comerciantes y hacendados que sostenían esta obra social, despertando la molestia y los temores al punto que autoridades regionales y sostenedores de esta obra decidieron no seguir financiándola. Se modificó el directorio, se nombró presidente honorario a Aníbal Las Casas, Gobernador del Huasco y como presidente al capitán de carabineros Francisco Bull. Se exigió a que los beneficiarios demostraran su calidad de cesante, el número de integrantes de familia y su residencia, dejando fuera a cualquiera que no fuera de la comuna. El cambio de nombre de “Olla del Pobre” por el de “Olla del Cesante” con el fin de acotar su accionar y se prohibió la propaganda política de cualquier tipo, especialmente a los integrantes del partido comunista. Se crea una lista de eliminados de la olla para evitar la reincidencia. Esto último se especula que podría haber sido una medida para quitar el beneficio a militantes comunistas y a integrantes de la FOCH en Vallenar.

## Motín en Copiapó
Pedro Meneses era sargento segundo del Batallón Esmeralda y excandidato alessandrista en Copiapó toma contacto con Marmaduke Grove quien estaba de visita en la ciudad buscando organizar a las izquierdas. Había tenido contacto con el Comité Revolucionario de Santiago y a informar que se preparaba un movimiento en todo el país para derrocar al gobierno de Montero. Entre las personas contactadas se encontraba el médico Osvaldo Quijada Cerda y el capitán de carabineros Guillermo Villouta, quien se comprometió a colaborar con los insurgentes. También contacta a miembros al interior del Batallón Esmeralda como es el caso de Transito Quevedo y a dirigentes de la FOCH de Copiapó y Vallenar y a miembros del partido comunista de Vallenar.
El complot para asaltar el regimiento existió, el gobernó local sabiendo de este complot lo estimuló con propósitos represivos contra los cabecillas.
Existían antecedentes de un complot que habrían realizado los comunistas en Vallenar programado para 1° de octubre y que pretendía asaltar y tomarse el cuartel de carabineros con el fin de hacerse del armamento pero acción que fue descubierta. La idea de un complot nace y es ideada por el partido comunista de Vallenar sin embargo se pone en práctica solo con la participación de sectores demócratas del alessandrismo.
El domingo 19 de diciembre se efectúa una reunión en la intendencia de Copiapó entre el Intendente Víctor Manuel Igualt, el comandante subrogante del Regimiento Eduardo Flores Bazán y el capitán comisario de Carabineros Guillermo Villouta para prevenir posibles acciones preparadas para una revolución el 25 de diciembre y posible asalto al Regimiento. El intendente Igual solicita a Villouta actuar como infiltrado en el complot y asalto del Regimiento de Copiapó. Igual ratifica a Eduardo Flores Bazán como comandante del Regimiento y ordena tomar medidas para prevenir un asalto.
El 24 de noviembre a las 21:30 se realiza una reunión preparatoria en casa del conspirador Pedro Meneses en esta reunión participa el capitán de carabineros Guillermo Villouta quien compromete reducir la cantidad de carabineros para facilitar el asalto al Regimiento.
Una segunda reunión se realiza en la sede de la FOCH de Copiapó aquí participa el soldado Transito Quevedo. Se organiza una treintena de personas distribuidas en cuatro grupos para asaltar el Regimiento, premunidos de carabinas, revólveres y bombas de mano. Tras estas reuniones Villouta previene del asalto a las ciudades de Vallenar y Chañaral y pone también en conocimiento al teniente de la aviación de resguardar las máquinas.
Los eventos en Copiapó comenzaron una hora después de finalizada la misa del gallo la Nochebuena, es decir cerca de las 02:00 de la madrugada. Un grupo de 18 civiles acompañados del soldado Transito Quevedo. Quienes se acercaron sigilosamente hasta la entrada principal del Regimiento Esmeralda y tras descerrajar las puertas da muerte al soldado Báez y los atacantes logran apoderarse de la guardia del regimiento. Otro grupo a cargo de Gaviño Peña, un ex armero del pelotón, atacan el regimiento por la parte posterior. El motivo era sacar extraer las armas para formar un cuerpo militarizado para iniciar una revolución armada esa misma noche en todo el país. A los atacantes se les había comunicado que contaban con cooperación desde el interior del Regimiento para facilitar el objetivo. Había una decidida convicción de parte de los atacantes incluso en perder la vida en esta acción.
El grupo de atacantes que habían ingresado por parte posterior del Regimiento al ver la respuesta decidieron no continuar y huyeron del lugar. El cuartel fue defendido por un grupo de suboficiales y soldados. A ellos se unió el subteniente Campbell que ingresó por la parte posterior del Regimiento durante el ataque, arma un Consejo de Guerra y organiza la defensa del regimiento. El grupo de atacantes que accedieron por la puerta principal tenían por objetivo llegar a la sala de armas del regimiento. Campbell logra controlar el ataque evitando que los atacantes avanzaran.
Los oficiales del regimiento estaban de licencia a pesar de que el Intendente Igualt había advertido al comandante Flores Bazán del posible ataque. Los Carabineros a cargo de Villouta tampoco concurren a defender el Regimiento. Siendo las 2:30 de la madrugada oficiales del regimiento que estaban de licencia concurren al cuartel de carabineros para pedir armas pero les fueron negadas y tuvieron que solicitar ayuda en dos clubes de tiro de la ciudad. El Intendente Igual concurre a la casa de Flores Bazán a solicitar que defendiera el regimiento a lo cual se niega.
Esa noche estaba completamente oscura, tanto atacantes como los soldados que defendían el cuartel no tenían precisión de a quienes disparaban. Después de varias horas de combate y siendo cerca de las 05:00 de la madrugada, los atacantes deciden retirarse. Al mismo tiempo Villouta envía un grupo de 5 Carabineros iba en apoyo a los soldados dirigidos por el teniente Sanhueza y el comandante del Regimiento Esmeralda capitán Flores Bazán. Dos atacantes que aun permanecían en el Regimiento fueron apresados por Carabineros.
Murieron 3 soldados del Regimiento y 7 de los asaltantes. Producto de esto dos mujeres inocentes que pasaban por fuera del Regimiento resultaron muertas.
En la mañana del día 25 se activa la Guardia Cívica de la ciudad de Copiapó arrestan a un grupo significativo de sospechosos incluidos el sargento segundo Pedro Meneses, el médico Osvaldo Quijada y se organizan redadas para dar con varios alessandristas y comunistas en la ciudad de Copiapó. Más tarde aviones de guerra sobrevolaban la ciudad.

## Los hechos en Vallenar
El partido comunista tenía gran presencia en la ciudad de Vallenar. Hay constancia que el partido comunista en esta ciudad realizaba actividades y manifestaciones a diario, tanto en público como en forma privada. Los desfiles de hombres y mujeres alcanzaban un número significativo entre 100 a 150 personas.
Ya en septiembre de 1931 el gobernador del Huasco Aníbal Las Casas enviaba al intendente Igualt un listado con los nombres de los dirigentes del partido comunista. Este listado comprendía los nombres de Oscar Paredes Paredes, Bonefacio Castro Castillo, Silvestre Guerra, Gallardo, Pablo Reyes Vega, Luis Fuentes González, Arturo H. Zabala Zavala, Luis Jofré Araya, Carlos Santander Jorquera, Samuel Pizarro, Arturo Guevara Guevara, Aníbal Cuadra
Tras el asalto del Regimiento en Copiapó y alrededor de las 4 de la madrugada se comunicaron inmediatamente las autoridades de Copiapó con las de Vallenar, al gobernador Aníbal Las Casas y al capitán de carabineros Bull. Por esta razón se estableció vigilancia sobre los albergues destinados a los cesantes. Se extremó la vigilancia y se ordenó a carabineros andar en parejas. Se informó también la posibilidad que trasladaran armas robadas del regimiento en el tren o en cambión hasta la ciudad de Vallenar.
A las 05 horas el Gobernador Las Casas solicita al Ministro del Interior refuerzos para Vallenar, cien rifles y municiones.
Los sucesos de Copiapó ayudaron a que Las Casas, Bull y la guardia cívica pudieran frenar el avance del comunismo en la ciudad de Vallenar y la excusa perfecta para reprimir por la fuerza a los involucrados. Las autoridades locales decidieron asumir que los asaltantes de Copiapó que habían huido se dirigían a Vallenar con el mismo propósito.
Siendo las 5:30 de la mañana del 25 de diciembre, los guardias esperaron el tren que venía desde Copiapó a Vallenar, en una curva a pocos metros antes de la estación descendió un conocido comunista llamado Aníbal Cuadra, el cual si había tomado parte en el asalto al regimiento de Copiapó fue asesinado por el agente de investigaciones Luis Sepúlveda. No se le encontraron armas.
A las 9:30 horas, el capitán Bull designó al brigadier Rafael Huerta junto al sargento Belmar y otros cuatro carabineros para ir a la búsqueda de un camión que traía armas desde Copiapó a Vallenar y de reducir a quienes parecieran sospechosos. En esta acción y cuando venían de regreso a la ciudad de Vallenar fueron detenidas siete obreros que se encontraban junto al camino. Un guardia cívico que colaboraba en las detenciones, el dentista Misael Carmona quien le pidió al brigadier Huerta fusilar a los detenidos, pero el oficial se negó y los condujo a los detenidos al calabozo de Vallenar. Días más tarde se comprobaría que se trataba de trabajadores contratados por la gobernación para realizar obras en el camino
Las autoridades locales de Vallenar tenían claridad que los detenidos no eran los mismos que habían participado en el asalto al regimiento en Copiapó y así lo comunicaron al Ministro del Interior. Días más tarde se comprobaría que de los 16 asaltantes que huyeron de Copiapó 9 lograron salvarse y habían huido a pie hacia el interior y encontrados más tarde en Tinogasta, Argentina.
Tanto Carabineros como guardia cívica vigilaban la sede del Partido Comunista en Vallenar.
Cerca de las 12:00 horas el capital Bull comunica que se había encontrado una casa particular donde se reunían un grupo de comunistas. A las 14:00 se preparan para enviar a un grupo a investigar.
Siendo las 14:30 horas, el Capitán Bull concurrió junto a dos cabos hasta una casa particular ubicada en calle Serrano con Ñuble que pertenecía al dirigente comunista Pedro Saura a donde se habían reunido 12 personas para prolongar las festividades de Navidad, se encontraban bebiendo y oyendo música de una vitrola. Las personas que estaban en casa de Seura estaban premunidos de carabinas y revólver. Uno de los ocupantes llamado Erasmo Álvarez Campillay y apodado “el gallina chata” mató a un sargento primero Celso Cáceres Gallardo y a un cabo segundo de Carabineros Humberto Díaz Ramos. La policía recibió refuerzos de la guardia cívica de Vallenar y se inició un tiroteo que se prolongó hasta entradas las 21:00 horas. Murieron cuatro civiles en la casa y los otros huyeron. Álvarez Campillay fue detenido más tarde, tras resistirse fue muerto en la calle por el brigadier Huerta.
A las 17:30 horas el gobernador Las Casas solicitó al intendente el usar dinamita contra las personas que se encontraban “atrincherados”. A las 18:00 hrs el ministro Mora considera el inhumano el uso de dinamita y que se recurra a otro medio. A las 20:00 horas las autoridades locales entregan información falsa al ministro que los comunistas se defendían con bombas de mano. Finalmente, a las 22:00 horas se autoriza el uso de dinamita. Sin embargo, el uso de la dinamita ya se había realizado horas antes de la autorización del ministro.
El tiroteo finalizó después de haber usado dinamita para volar las murallas. Murieron 4 ocupantes y otros 4 huyeron, entre ellos Pedro Seura, quien fue encontrado 14 días más tarde en Alto del Carmen. En los juicios se determinaría un uso desproporcionado de la fuerza por parte de la guardia cívica y carabineros en este incidente.
En paralelo, la guardia cívica de Vallenar al mando de Fuenzalida, comienza a visitar las casas de dirigentes comunistas y los llevan a 17 detenidos en el cuartel de Carabineros.
Durante la tarde los domicilios de varios dirigentes comunistas fueron allanados y las personas llevadas al cuartel.
Entre las 2 y 4 de la madrugada del día 26, dos de los detenidos fueron sacados por una puerta falsa del Cuartel, llevados en auto fuera de la ciudad y fusilados en el altiplano sur, próximo al aeródromo de Vallenar. Se repitió este movimiento varias veces, luego con un camión municipal trasladaron a otros once detenidos junto a un grupo de carabineros de refuerzo que venían llegando de Coquimbo.
Los detenidos fueron llevados a las inmediaciones de Vallenar donde fueron fusilados.
Todos los cadáveres fueron trasladados en el camión a la morgue y posteriormente al cementerio de Vallenar sin practicarles autopsia. A las 10:55 a. m. se da cuenta de 20 cadáveres en la morgue.
En la madrugada del día 27 de diciembre, la morgue estaba vacía y se había hecho una fosa común en el cementerio donde habían sido depositados los cuerpos.
La cifra exacta de muertos fue inicialmente falseada e indicaba 20 personas, sin embargo, tras los juicios se determinó que eran 22 personas en la morgue, tras exhumar los cadáveres del cementerio se encontraron 23 cuerpos. La nómina de personas muertas y desaparecidas asciende a 33 y en enero de 1932 se contabilizaban 42 personas.

### Efectos sobre la comunidad
Grupos de niños jugaban en el patio de la Iglesia San Ambosio en el centro de la ciudad de Vallenar a la espera de las actividades navideñas de regalos y golosinas. Alrededor de las 16:00 comienzan a sentirse disparos en las cercanías y los curas de la iglesia le piden a los niños que se fueran a sus casas.

### Juicios y Consejo de Guerra en Copiapó
El juicio tuvo tres sumarios: Investigación sobre el asalto al regimiento Esmeralda a cargo del Fiscal mayor Labbé, Otro sobre el comportamiento de oficiales y guardias al interior del regimiento Esmeralda a cargo del Fiscal mayor Feliú y un tercer proceso sobre los sucesos en Vallenar a cargo del Fiscal capitán Santa Cruz.
Participaron los abogados Daniel Schweitzer y de Jorge Neut Latour, y Pedro León Ugalde.
El consejo se llevó a cabo en el Teatro de Copiapó a fines de diciembre de 1931 y comienzos de enero de 1932. El abogado Jorge Neut Latour, miembro del partido comunista, defendió al médico Osvaldo Quijada y otros detenidos.
Los detenidos fueron recluidos en el Regimiento Esmeralda durante diez días portando grilletes.
El Fiscal Militar, Mayor de Ejército José María Santa Cruz Errázuriz. El Fiscal Santa Cruz ordenó desenterrar a los obreros que habían sido enterrados en Vallenar.
El Capitán Villouta fue condenado a 10 años y un día de cárcel. Sin embargo, los decretos de amnistía de 1932 lo beneficiaron reincorporándose a servicio en la ciudad de Concepción.
El Capitán Francisco Bull, cinco años y un día por cada asesinado, lo que significó en la práctica presidio perpetuo. Sin embargo, fue eliminado del servicio y viviendo de su pensión. Murió en la Casa de Orates de Santiago.
Los brigadieres Rafael Huerta y Luis Morales a tres años y un día por cada asesinado, es decir más de setenta años a cada uno. Huerta sería reintegrado en 1932 en Copiapó y Morales en Santiago.
El capitán de Carabineros de Copiapó Guillermo Villouta estaba involucrado en facilitar el asalto al Regimiento Esmeralda.
El intendente Igual y el gobernador Las Casas no sufrieron condena.

### Reacción
Al saber que los rumores eran ciertos, los efectivos del gobierno intentaron tomarse una sede del Partido Comunista de Chile, pero por la resistencia de los comunistas a desalojar el edificio, los efectivos deciden dinamitarlo.
Luego allanan las casas de conocidos dirigentes comunistas, y los encontrados son fusilados en el acto, también hubo muertes civiles, dejando un saldo total de 36 muertos. Luego de esto, meses más tarde el gobierno es derrocado en la Caída de Montero, por gente de izquierda.

### Eventos posteriores
El 11 de enero de 1932 hubo una huelga general. Esto incluyó la paralizaron de los trabajadores portuarios. Igualmente, campesinos-mapuches y no mapuches realizaron tomas de tierra en los alrededores de la ciudad de Temuco.